# Louisenberg
Louisenberg (også Louisebjerg) er en bydel i Egernførde (Egernfjord by) beliggende på nordsiden af Egernfjord. Louisenberg var oprindelig en mejerigård (et hollænderi), der hørte under Himmelmark gods. I 1928 blev Himmelmark indlemmet i Barkelsby. Senere kom Louisebjerg-området til byen Egernførde og der blev oprettet torpedoforsøgsanstalten. Louisenberg er i dag med cirka 100 indbyggere en af de mindste bydele i Egernførde. En stor del af Louisebjerg er militærområde. Mod øst grænser bydelen til Barkelsby og mod vest til Galbjerg.
54°28′29″N 9°51′42″Ø / 54.47472°N 9.86167°Ø